# Wahlbezirk Krain 1
Der Wahlbezirk Krain 1 war ein Wahlkreis für die Wahlen zum Abgeordnetenhaus im österreichischen Kronland Krain. Der Wahlbezirk wurde 1907 mit der Einführung der Reichsratswahlordnung geschaffen und bestand bis zum Zusammenbruch der Habsburgermonarchie.

## Geschichte
Nachdem der Reichsrat im Herbst 1906 das allgemeine, gleiche, geheime und direkte Männerwahlrecht beschlossen hatte, wurde mit 26. Jänner 1907 die große Wahlrechtsreform durch Sanktionierung von Kaiser Franz Joseph I. gültig. Mit der neuen Reichsratswahlordnung schuf man insgesamt 416 Wahlbezirke, wobei mit Ausnahme Galiziens in jedem Wahlbezirk ein Abgeordneter im Zuge der Reichsratswahl gewählt wurde. Der Abgeordnete musste sich dabei im ersten Wahlgang oder in einer Stichwahl mit absoluter Mehrheit durchsetzen. Der Wahlkreis Krain umfasste die Stadt Laibach.
Aus der Reichsratswahl 1907 ging Ivan Hribar als Sieger hervor. Bei der Reichsratswahl 1911 setzte sich Vladimir Ravnihar durch.

## Wahlergebnisse

### Reichsratswahl 1907
Die Reichsratswahl 1907 wurde am 14. Mai 1907 (erster Wahlgang) sowie am 23. Mai 1907 (Stichwahl) durchgeführt.

#### Erster Wahlgang
| Kandidat                                                                    | Partei                                      | Wahlkreisstimmen | Prozent |
| --------------------------------------------------------------------------- | ------------------------------------------- | ---------------- | ------- |
| Ivan Hribar                                                                 | slowenisch-national-fortschrittliche Partei | 2589             | 49,99 % |
| Ivan Kregar                                                                 | Slowenische Volkspartei                     | 1526             | 29,5 %  |
| Albin Kristan                                                               | südslawische Sozialdemokraten               | 641              | 12,4 %  |
| Gustav del Cott                                                             | Deutsch-fortschrittliche Partei             | 418              | 8,1 %   |
|                                                                             | Sonstige Parteien                           | 5                | 0,1 %   |
| Wahlberechtigte: 6893, Ungültige/Leere Stimmen: 21, Wahlbeteiligung: 75,4 % |                                             |                  |         |

#### Stichwahl
| Kandidat                                                                    | Partei                                      | Wahlkreisstimmen | Prozent |
| --------------------------------------------------------------------------- | ------------------------------------------- | ---------------- | ------- |
| Ivan Hribar                                                                 | slowenisch-national-fortschrittliche Partei | 3092             | 59,5 %  |
| Ivan Kregar                                                                 | Slowenische Volkspartei                     | 2102             | 40,5 %  |
| Wahlberechtigte: 6893, Ungültige/Leere Stimmen: 23, Wahlbeteiligung: 75,7 % |                                             |                  |         |

### Reichsratswahl 1911
Die Reichsratswahl 1911 wurde am 13. Juni 1911 sowie am 20. Juni 1911 (Stichwahl) durchgeführt.

#### Erster Wahlgang
| Kandidat                                                                    | Partei                                      | Wahlkreisstimmen | Prozent |
| --------------------------------------------------------------------------- | ------------------------------------------- | ---------------- | ------- |
| Vladimir Ravnihar                                                           | slowenisch-national-fortschrittliche Partei | 2664             | 47,2 %  |
| Vinzenz Gregoric                                                            | Slowenische Volkspartei                     | 1642             | 29,1 %  |
| E. Kristan                                                                  | südslawische Sozialdemokraten               | 730              | 12,9 %  |
| Ferdinand Eger                                                              | Deutsch-fortschrittliche Partei             | 583              | 10,3 %  |
|                                                                             | Sonstige Parteien                           | 20               | 0,4 %   |
| Wahlberechtigte: 6824, Ungültige/Leere Stimmen: 67, Wahlbeteiligung: 83,6 % |                                             |                  |         |

#### Stichwahl
| Kandidat                                                                     | Partei                                      | Wahlkreisstimmen | Prozent |
| ---------------------------------------------------------------------------- | ------------------------------------------- | ---------------- | ------- |
| Vladimir Ravnihar                                                            | slowenisch-national-fortschrittliche Partei | 3283             | 64,1 %  |
| Vinzenz Gregoric                                                             | Slowenische Volkspartei                     | 1838             | 35,9 %  |
| Wahlberechtigte: 6824, Ungültige/Leere Stimmen: 480, Wahlbeteiligung: 82,1 % |                                             |                  |         |